# Anna Bergendahl
Anna Bergendahl   (Hägerstens, 11 de desembre de 1991) és una cantant de música pop de nacionalitat sueca.
Va aparèixer per primer cop a la televisió el 2004 en el concurs de talents "Super Troupers". Gràcies a la seva participació en el Idol suec de 2008 va a saltar a la fama als 16 anys. Va guanyar el certamen Melodifestivalen de 2010 amb "This is my life" i va representar Suècia amb aquesta cançó al Festival de la Cançó d'Eurovisió 2010 a Oslo. Noruega va acollir aquesta edició gràcies al fet que el seu representant Alexander Rybak va guanyar l'edició de 2009.